# بيانكا بوني
بيانكا بوني (بالإنجليزية: Young B.)‏ هي رابر أمريكية، ولدت في 1 يوليو 1991 في هارلم في الولايات المتحدة.

## وصلات خارجية
- الموقع الرسمي
- بيانكا بوني على موقع IMDb (الإنجليزية)
- بيانكا بوني على موقع ميوزك برينز (الإنجليزية)